# サンタクロースの冒険
『サンタクロースの冒険』（サンタクロースのぼうけん、英: The Life and Adventures of Santa Claus）は、ライマン・フランク・ボームが1902年に発表した児童文学作品。

## 概要
サンタクロースの少年時代の物語で、バージーの森に捨てられた少年クロースが森の仲間たちと共に成長していく姿を描く物語。

## 日本語訳
- 内藤理恵子訳
  - 『サンタ=クロースものがたり』講談社〈世界の児童文学名作シリーズ〉、1980年11月 ISBN 4-06-119607-3
- 田村隆一訳
  - 『サンタクロースの冒険』扶桑社、1989年12月 ISBN 4-594-00493-8
  - 『サンタクロースの冒険』扶桑社〈扶桑社エンターテイメント〉、1994年10月 ISBN 4-594-01568-9
  - 『少年サンタの大冒険!』扶桑社、1996年7月 ISBN 4-594-02019-4
- 新星出版社編集部編
  - 『オズの魔法使い : 同時収録『サンタクロースの冒険』』新星出版社〈トキメキ夢文庫〉、2016年11月 ISBN 978-4-405-07237-4
- 畔柳和代訳
  - 『サンタクロース少年の冒険』新潮社〈新潮文庫〉、2019年11月 ISBN 978-4-10-218152-2

## テレビアニメ
『少年サンタの大冒険!』のタイトルで、TBSで1996年4月6日から同年9月21日まで放送された。全24話。

### キャスト
- クロース - 柊美冬
- ブリンキー - 椎名へきる
- マリー - 林原めぐみ
- メイ - かないみか
- ビーズル、ネルコ - 上田祐司
- ニシル - 篠倉伸子
- フロッシー - 龍田直樹
- リッキー、グロッシー - 立木文彦
- イオン - 佐久間レイ
- ヒューマー - 有馬克明
- カッシー - みうらうらら
- ピーター - 増岡弘
- アーク - 品川徹
- シーグラ - 高乃麗
- グーズル - 西村智博
- トゥエニー - 柿沼紫乃
- ライ - 大塚明夫
- ジュン - 豊島まさみ
- アビン - 大林隆介
- オーグワ王 - 松山鷹志
- ザーライン女王 - 井上瑤
- サンタ・クロース - 山内雅人

### スタッフ
- 原作（原案） - ライマン・フランク・ボーム
- 監督 - ムトウユージ
- シリーズ構成 - 小山高生
- キャラクターデザイン - 名倉靖博
- 音楽 - 渡辺俊幸
- アニメーション制作 - ケイファクトリー、スタジオディーン[1]
- 製作 - TBS、ケイファクトリー

### 主題歌
- オープニング「いつも心に太陽を」
- エンディング「愛という名の翼」
共に 作詞・作曲：岡村孝子、編曲：海老原真二、歌：岡村孝子（イーストウェスト・ジャパン）

### 放映リスト
| 話 | 放映日        | サブタイトル               | 脚本       | 絵コンテ                       | 演出         | 作画監督            |
| -- | ------------- | -------------------------- | ---------- | ------------------------------ | ------------ | ------------------- |
| 1  | 1996年 4月6日 | サンタクロースの生まれた森 | 小山高生   | ムトウユージ 近藤信宏 井内秀治 | 則座誠       | 桧口辰夫            |
| 2  | 4月13日       | しのびよる黒い影           | 小山高生   | 西村純二                       | 日色如夏     | 斉藤格              |
| 3  | 4月20日       | 動物たちが大暴れ           | 隅沢克之   | 杉島邦久                       | 杉島邦久     | 数井浩子            |
| 4  | 4月27日       | はじめての旅               | 岸間信明   | 井内秀治                       | 山崎茂       | 森利夫              |
| 5  | 5月4日        | さよならバージーの森       | 吉田玲子   | 近藤信宏                       | うえだしげる | 大島りえ            |
| 6  | 5月11日       | 笑いの谷のクロース         | 久保田雅史 | 赤西柿太                       | えがみきよし | 中村あきら          |
| 7  | 5月18日       | はじめての友達             | 久保田雅史 | 日色如夏                       | 日色如夏     | 桧口辰夫            |
| 8  | 5月25日       | クロースは魔法使い?        | 吉田玲子   | 滝上貴裕                       | 則座誠       | さいとうもも        |
| 9  | 6月1日        | おばけの谷大作戦           | 岸間信明   | 井内秀治                       | 山崎茂       | 森利夫              |
| 10 | 6月8日        | 嵐を呼ぶゴブリン           | 隅沢克之   | うえだしげる                   | うえだしげる | 数井浩子            |
| 11 | 6月22日       | ブリンキーを助け出せ!      | 吉田玲子   | えがみきよし                   | えがみきよし | 中村あきら          |
| 12 | 6月29日       | はじめてのプレゼント       | 久保田雅史 | 井内秀治                       | 横山広行     | 桧口辰夫            |
| 13 | 7月6日        | ライオンのオモチャ         | 隅沢克之   | 日色如夏                       | 日色如夏     | 小河原裕子          |
| 14 | 7月13日       | 真実の山                   | 久保田雅史 | 青鮫鱒次郎                     | 康村諒       | 森利夫              |
| 15 | 7月20日       | プレゼントの重み           | 小山高生   | うえだしげる                   | うえだしげる | 中村あきら          |
| 16 | 7月27日       | 悪の影オーグワ             | 岸間信明   | えがみきよし                   | えがみきよし | 桧口辰夫            |
| 17 | 8月3日        | 霧の森の奇跡               | 隅沢克之   | 井内秀治                       | 則座誠       | 釘宮洋              |
| 18 | 8月10日       | オーグワの復讐             | 久保田雅史 | 小華和ためお                   | 日色如夏     | 中村あきら          |
| 19 | 8月17日       | 光と闇の大戦争             | 岸間信明   | 則座誠                         | えがみきよし | 中川謙二            |
| 20 | 8月24日       | 輝け! 光の心               | 岸間信明   | うえだしげる                   | うえだしげる | 桧口辰夫            |
| 21 | 8月31日       | 最初のクリスマスツリー     | 吉田玲子   | 小華和ためお                   | 横山広行     | 中村あきら 桧口辰夫 |
| 22 | 9月7日        | 森の支配者と海の支配者     | 隅沢克之   | 日色如夏                       | 日色如夏     | 大泉学太郎          |
| 23 | 9月14日       | サンタクロース誕生         | 久保田雅史 | 小華和ためお                   | 則座誠       | 中川謙二            |
| 24 | 9月21日       | さよならサンタクロース     | 吉田玲子   | うえだしげる                   | うえだしげる | 村中博美            |